# Geox-TMC
Geox-TMC (ehem. Footon-Servetto, Fuji-Servetto, davor Scott-American Beef, Saunier Duval-Scott und Saunier Duval-Prodir) war ein spanisches Radsportteam.
Das Team wurde im Jahr 2004 von Teammanager Mauro Gianetti gegründet und nahm bis 2010 als UCI ProTeam an der UCI ProTour teil. Die Saison 2011 bestritt das Team als Professional Continental Team. Zum Ende der Saison 2011 wurde das Team aufgelöst, da der Teambetreiber Grupo Deportivo GM Bicicletas nach dem Rückzug des Hauptsponsors Geox, einem italienischen Schuhhersteller, keinen neuen Sponsor finden konnte.
Ausgerüstet wurde die Mannschaft bis zum Jahreswechsel 2008/2009 mit Rädern der Firma Scott, seit 2009 wurden die Fahrräder von Fuji gestellt.
Seit dem Jahr 2008 war die Equipe immer wieder in Dopingskandale verwickelt, die den häufigen Wechsel der Sponsoren zur Folge hatten. So zog sich Saunier Duval zurück, nachdem der damalige Teamkapitän Riccardo Ricco bei der Tour de France 2008 des Dopings überführt worden war. Der Fahrradfabrikant Scott kündigte zunächst an, weiterhin als Sponsor des Teams tätig zu sein, hat später seine Unterstützung jedoch ebenfalls aufgekündigt.
Ab 2011 besaß das Team nur noch eine Lizenz als Professional Continental Team und fuhr unter dem Namen Geox-TMC. Trotz prominenter Fahrer im Team wie dem ehemaligen Toursieger Carlos Sastre und dem Dritten der Tour de France 2010, Denis Menschow, wurde das Team überraschend nicht zur Tour de France 2011 eingeladen.
Für die Vuelta a España 2011 erhielt das Team die Startberechtigung über eine Wildcard und hier gelang dem Team praktisch wenige Wochen vor der Auflösung ein Paukenschlag. Juan José Cobo, der Mitte des Jahres 2011 seine Radsport-Karriere beenden wollte und zum Weitermachen überredet werden musste, gewann die schwere 15. Etappe mit Ziel auf dem Alto de Angliru im Alleingang. Er übernahm das Führungstrikot und konnte von seinem knappen Vorsprung 13 Sekunden nach Madrid retten. Dieser Gesamtsieg bei der Vuelta war damit auch größter Erfolg des Teams insgesamt. Cobo wurde 2019 wegen Verstößen gegen die Anti-Doping-Bestimmungen rückwirkend für die Jahre 2009-2011 gesperrt und wird deswegen nicht mehr als Sieger geführt.

## Saison 2011

### Erfolge in der UCI WorldTour
Bei den Rennen der UCI WorldTour im Jahr 2011 gelangen dem Team nachstehende Erfolge.
| Datum                    | Rennen                        | Fahrer         |
| ------------------------ | ----------------------------- | -------------- |
| 4. September             | 15. Etappe Vuelta a España    | Juan José Cobo |
| 20. August–11. September | Gesamtwertung Vuelta a España | Juan José Cobo |

### Erfolge in der UCI Europe Tour
Bei den Rennen der UCI Europe Tour im Jahr 2011 gelangen dem Team nachstehende Erfolge.
| Datum       | Rennen                      | Kat. | Fahrer          |
| ----------- | --------------------------- | ---- | --------------- |
| 27. Februar | Clásica de Almería          | 1.1  | Matteo Pelucchi |
| 21. April   | 3. Etappe Giro del Trentino | 2.HC | Fabio Duarte    |
| 21. Juli    | 2a. Etappe Brixia Tour      | 2.1  | Fabio Felline   |

### Abgänge – Zugänge
| Zugänge            | Team 2010                           | Abgänge              | Team 2011                    |
| ------------------ | ----------------------------------- | -------------------- | ---------------------------- |
| David de la Fuente | Astana                              | Aitor Pérez          | Lampre-ISD                   |
| Juan José Cobo     | Caisse d’Epargne                    | Martin Pedersen      | Leopard Trek                 |
| Mauricio Ardila    | Rabobank                            | Eros Capecchi        | Liquigas-Cannondale          |
| Dmitri Kosontschuk | Rabobank                            | Manuel Cardoso       | Team RadioShack              |
| Denis Menschow     | Rabobank                            | José Alberto Benítez | Andalucía Caja Granada       |
| Daniele Ratto      | CarmioOro NGC                       | Michele Merlo        | De Rosa-Ceramica Flaminia    |
| Daniele Colli      | Ceramica Flaminia                   | Félix Vidal Celis    | LeTua Cycling Team           |
| Carlos Sastre      | Cervélo TestTeam                    | Pedro Merino         | Miche-Guerciotti             |
| Marcel Wyss        | Cervélo TestTeam                    | Markus Eibegger      | Tabriz Petrochemical Team    |
| Xavier Florencio   | Cervélo TestTeam                    | Ermanno Capelli      | Team Vorarlberg              |
| Fabio Duarte       | Café de Colombia-Colombia es Pasión | Johnnie Walker       | V Australia                  |
| David Blanco       | Palmeiras Resort-Tavira             | Tom Faiers           | Wonderful Pistachios Cycling |
| Marko Kump         | Adria Mobil                         | Iban Mayoz           | Karriereende                 |
| Tomas Alberio      | Neoprofi                            | David Vitoria        | Karriereende                 |
| Matteo Pelucchi    | Neoprofi                            | David Gutiérrez      | Unbekannt                    |
|                    |                                     | Enrique Mata         | Unbekannt                    |

### Mannschaft
| Name               | Geburtstag        | Nationalität | Team 2012                    |
| ------------------ | ----------------- | ------------ | ---------------------------- |
| Tomas Alberio      | 31. März 1989     | Italien      | Team Idea                    |
| Mauricio Ardila    | 21. Mai 1979      | Kolumbien    | Colombia-Comcel              |
| David Blanco       | 3. März 1975      | Spanien      | Efapel-Glassdrive            |
| Matthias Brändle   | 7. Dezember 1989  | Österreich   | Team NetApp                  |
| Giampaolo Cheula   | 23. Mai 1979      | Italien      | Team KTM–Stihl Torrevilla    |
| Juan José Cobo     | 11. Februar 1981  | Spanien      | Movistar                     |
| Daniele Colli      | 19. April 1982    | Italien      | Team Type 1-Sanofi           |
| Marco Corti        | 15. Juni 1985     | Italien      |                              |
| Fabio Duarte       | 11. Juni 1986     | Kolumbien    | Colombia-Coldeportes         |
| Arkaitz Durán      | 18. Mai 1986      | Spanien      | Telco'm-Conor Azysa          |
| Fabio Felline      | 29. März 1990     | Italien      | Androni Giocattoli-Venezuela |
| Xavier Florencio   | 26. Dezember 1979 | Spanien      | Katusha Team                 |
| David de la Fuente | 4. Mai 1981       | Spanien      | Caja Rural                   |
| Noé Gianetti       | 6. Oktober 1989   | Schweiz      | Team Exergy                  |
| David Gutiérrez    | 2. April 1982     | Spanien      | Onda                         |
| Dmitri Kosontschuk | 5. April 1984     | Russland     | RusVelo                      |
| Marko Kump         | 9. September 1988 | Slowenien    | Adria Mobil                  |
| Denis Menschow     | 25. Januar 1978   | Russland     | Katusha Team                 |
| Matteo Pelucchi    | 21. Januar 1989   | Italien      | Team Europcar                |
| Daniele Ratto      | 5. Oktober 1989   | Italien      | Liquigas-Cannondale          |
| Carlos Sastre      | 22. April 1975    | Spanien      | Karriereende                 |
| Rafael Valls       | 25. Juni 1987     | Spanien      | Vacansoleil-DCM              |
| Marcel Wyss        | 25. Juni 1986     | Schweiz      | Atlas Personal-Jakroo        |
| Stagiaires         | Stagiaires        | Nationalität | Nationalität                 |
| Maurizio Gorato    | Maurizio Gorato   | Italien      |                              |
| Tino Thömel        | Tino Thömel       | Deutschland  |                              |
| Albert Torres      | Albert Torres     | Spanien      |                              |

### Platzierungen in UCI-Ranglisten
UCI America Tour 2011
|      | Fahrer           | Punkte |
| ---- | ---------------- | ------ |
| 229. | Giampaolo Cheula | 10     |
| 234. | Matteo Pelucchi  | 10     |
| 326. | Fabio Felline    | 5      |

UCI Asia Tour 2011
|      | Fahrer          | Punkte |
| ---- | --------------- | ------ |
| 283. | Matteo Pelucchi | 5      |

UCI Europe Tour 2011
|       | Fahrer             | Punkte |
| ----- | ------------------ | ------ |
| 84.   | Daniele Ratto      | 144,5  |
| 109.  | Juan José Cobo     | 120    |
| 111.  | Fabio Duarte       | 118    |
| 127.  | Daniele Colli      | 108    |
| 174.  | Matteo Pelucchi    | 89     |
| 186.  | Fabio Felline      | 84,5   |
| 197.  | Denis Menschow     | 81,5   |
| 264.  | Carlos Sastre      | 59     |
| 280.  | Arkaitz Durán      | 56     |
| 600.  | David Blanco       | 21,5   |
| 714.  | Marcel Wyss        | 15     |
| 751.  | Mauricio Ardila    | 12,5   |
| 805.  | David de la Fuente | 11     |
| 987.  | Marko Kump         | 6      |
| 987.  | David Gutiérrez    | 6      |
| 1064. | Xavier Florencio   | 5      |
| 1139. | Rafael Valls       | 3      |
| 1212. | Dmitri Kosontschuk | 2      |

## Platzierungen in UCI-Ranglisten
UCI-Weltrangliste
| Saison | Mannschaftswertung | Fahrerwertung                        |
| ------ | ------------------ | ------------------------------------ |
| 2004   | 14.                | Miguel Ángel Martín Perdiguero (13.) |

UCI ProTour
| Saison | Mannschaftswertung | Fahrerwertung             |
| ------ | ------------------ | ------------------------- |
| 2005   | 7.                 | Constantino Zaballa (28.) |
| 2006   | 9.                 | José Ángel Gómez (23.)    |
| 2007   | 6.                 | Riccardo Riccò (16.)      |
| 2008   | 5.                 | Riccardo Riccò (42.)      |

UCI World Calendar
| Saison | Mannschaftswertung | Fahrerwertung                 |
| ------ | ------------------ | ----------------------------- |
| 2009   | 23.                | Juan José Cobo (72.)          |
| 2010   | 29.                | Manuel António Cardoso (146.) |

UCI Africa Tour
| Saison | Mannschaftswertung | Fahrerwertung |
| ------ | ------------------ | ------------- |
| 2011   | -                  | -             |

UCI America Tour
| Saison | Mannschaftswertung | Fahrerwertung           |
| ------ | ------------------ | ----------------------- |
| 2011   | 28.                | Giampaolo Cheula (229.) |

UCI Asia Tour
| Saison | Mannschaftswertung | Fahrerwertung          |
| ------ | ------------------ | ---------------------- |
| 2011   | 64.                | Matteo Pelucchi (283.) |

UCI Europe Tour
| Saison | Mannschaftswertung | Fahrerwertung       |
| ------ | ------------------ | ------------------- |
| 2011   | 15.                | Daniele Ratto (84.) |

UCI Oceania Tour
| Saison | Mannschaftswertung | Fahrerwertung |
| ------ | ------------------ | ------------- |
| 2011   | -                  | -             |